# Оглоблин, Георгий Александрович
Гео́ргий Алекса́ндрович Огло́блин (1907—1995) — советский учёный в области энергетики, специалист по турбостроению.

## Биография
Работал слесарем на корабельном заводе. После обучения на рабфаке окончил Ленинградский кораблестроительный институт (1936).
В 1936—1951 годах работал на заводе имени А. А. Жданова (ныне Северная верфь), где создал и возглавил СКБ турбостроения (СКБТ). В 1940—1941 годах в командировке в Германии. Автор проектов главного турбозубчатого агрегата для сторожевого корабля и эсминца.
Руководил строительством первой опытной газотурбинной установки, на основе которой были разработаны газотурбинные установки для торгового флота (ГТУ-20).
В 1951—1960 годах начальник КБ, заместитель главного конструктора Кировского завода.
В 1960—1966 годах директор ЦКТИ имени И. И. Ползунова.
Доктор технических наук (1971). С 1966 года доцент, затем профессор Северо-Западного заочного политехнического института.
Внёс значительный вклад в совершенствование конструктивных и технологических качеств ряда турбоагрегатов. При его участии начато серийное производство главных судовых турбин и вспомогательных механизмов.

## Сочинения
Автор учебных пособий:
- Расчет на прочность деталей турбин : учеб. пособие / Г. А. Оглоблин; Сев.-Зап. заоч. политехн. ин-т ; Сев.-Зап. заоч. политехн. ин-т (Ленинград) . — Л. : СЗПИ, 1982. — 80 с. : ил. ; 20 см.
- Регенеративный подогрев питательной воды в паротурбинных установках тепловых электростанций : учеб. пособие / Г. А. Оглоблин; Сев.-Зап. заоч. политехн. ин-т ; Сев.-Зап. заоч. политехн. ин-т (Ленинград) . — Л. : СЗПИ, 1988. — 87 с. : ил. ; 20 см. — Библиогр.: с. 85.

## Награды и премии
- Сталинская премия второй степени (1949) — за разработку конструкции машины для боевых кораблей
- медали